# Bảo tàng Khảo cổ học ở Gdańsk
Bảo tàng Khảo cổ học ở Gdańsk (tiếng Ba Lan: Muzeum Archeologiczne w Gdańsku) là một bảo tàng có trụ sở chính tọa lạc tại số 25/26 phố Mariacka, Gdańsk, Ba Lan. Bảo tàng là một tổ chức văn hóa của chính quyền địa phương. Hoạt động của bảo tàng tập trung vào việc thu thập và triển lãm các bộ sưu tập về thời kỳ tiền sử của miền bắc Ba Lan, hổ phách và các sản phẩm làm bằng hổ phách từ thời tiền sử cho đến ngày nay, văn hóa vật chất của cư dân Gdańsk và khu vực lân cận từ đầu thời Trung cổ đến thời hiện đại, và văn hóa vật chất của cư dân Sudan trong quá khứ và hiện tại.

## Lịch sử
Bảo tàng được thành lập vào năm 1953 với tư cách là một chi nhánh của Bảo tàng Pomeranian ở Gdańsk. Sau khi có trụ sở riêng, bảo tàng được chuyển thành Cục Khảo cổ học vào tháng 6 năm 1958. Từ ngày 1 tháng 1 năm 1962, bảo tàng hoạt động độc lập. Bộ sưu tập của bảo tàng bao gồm một phần của các bộ sưu tập khảo cổ và hổ phách còn được bảo tồn sau chiến tranh của Bảo tàng tỉnh Tây Phổ ở Gdańsk.
Ngoài trụ sở chính ở phố Mariacka, bảo tàng còn bố trí triển lãm trong các ngôi nhà chung cư lân cận trên phố Dziana, Długim Pobrzeże và Cổng Mariacka. Ngoài ra, bảo tàng còn sử dụng tòa nhà được tái thiết của nhà máy bia cũ ở số 9 phố Ry Cancerka. Vào năm 1993, bảo tàng tiếp quản hai cánh của lâu đài ở Gniew.